# Rezerwat przyrody Jeziora Siegniewskie
Rezerwat przyrody „Jeziora Siegniewskie” – faunistyczny rezerwat przyrody, o powierzchni 23,08 ha, położony w województwie zachodniopomorskim, w powiecie gryfińskim, w gminie Mieszkowice, 6 km na północny wschód od Gozdowic, 6,5 km na południe-południowy zachód od Morynia oraz 7 km na zachód-północny zachód od Mieszkowic. Wchodzi w skład Cedyńskiego Parku Krajobrazowego.
Rezerwat obejmuje obszar lasu o powierzchni 10,40 ha oraz dwa śródleśne jeziora o powierzchni 8,7 ha i 3,98 ha (według stanu na 2003 rok).
Został utworzony na mocy zarządzenia Ministra Ochrony Środowiska i Zasobów Naturalnych z dnia 17 listopada 1988 r. w celu „zachowania w naturalnym stanie ostoi ptactwa wodnego i śpiewającego oraz zbiorowisk roślinności wodnej, szuwarowej i leśnej”. Z biegiem lat poziom wody w jeziorach znacznie spadł, wskutek czego liczebność gniazdującego tu ptactwa również znacząco spadła oraz nastąpił zanik pierwotnej roślinności wodno-szuwarowej. Zarządzeniem Regionalnego Dyrektora Ochrony Środowiska w Szczecinie z dnia 7 czerwca 2011 r. zmodyfikowano cel ochrony na „zachowanie w naturalnym stanie ornitofauny związanej ze zbiorowiskami roślinności szuwarowej i leśnej”.
Wśród bytujących tu 90 prawnie chronionych gatunków zwierząt oraz 6 gatunków figurujących w Polskiej Czerwonej Księdze Zwierząt są: bielik, traszka grzebieniasta, kumak nizinny, wydra.
Występujące rośliny zielne to m.in.: kłoć wiechowata, wąkrota zwyczajna, widłak jałowcowaty. Najciekawsze gatunki awifauny lęgowej: żuraw, czernica, perkoz rdzawoszyi, perkoz dwuczuby, perkozek, bąk, błotniak stawowy. Najciekawsze gatunki awifauny przelotnej i lęgowej: bocian czarny, czyżyk, czapla siwa, rudzik, sikora bogatka, sikora modra, bocian czarny. Duża czystość wód jezior sprzyja występowaniu raków i wielu gatunków ryb, jak lin, leszcz, płoć, karaś, szczupak i okoń.
Rezerwat znajduje się na terenie Nadleśnictwa Mieszkowice. Nadzór sprawuje Regionalny Konserwator Przyrody w Szczecinie. Na mocy obowiązującego planu ochrony ustanowionego w 2007 roku (z późniejszymi zmianami), obszar rezerwatu objęty jest ochroną czynną.

## Turystyka
Po wschodniej stronie rezerwatu prowadzi znakowany  niebieski turystyczny Szlak Wzgórz Morenowych (o długości 55,2 km: Mieszkowice – rezerwat przyrody „Jeziora Siegniewskie” – Moryń – Dolsko – Mętno – „Głazy Bliźniaki” – Piasek – rezerwat przyrody Bielinek – Lubiechów Dolny).
Przez teren rezerwatu prowadzi ścieżka edukacyjna w formie pętli, której początek i koniec znajdują się na parkingu leśnym „Siegniew” wyposażonym w miejsce na ognisko.